# 주거장

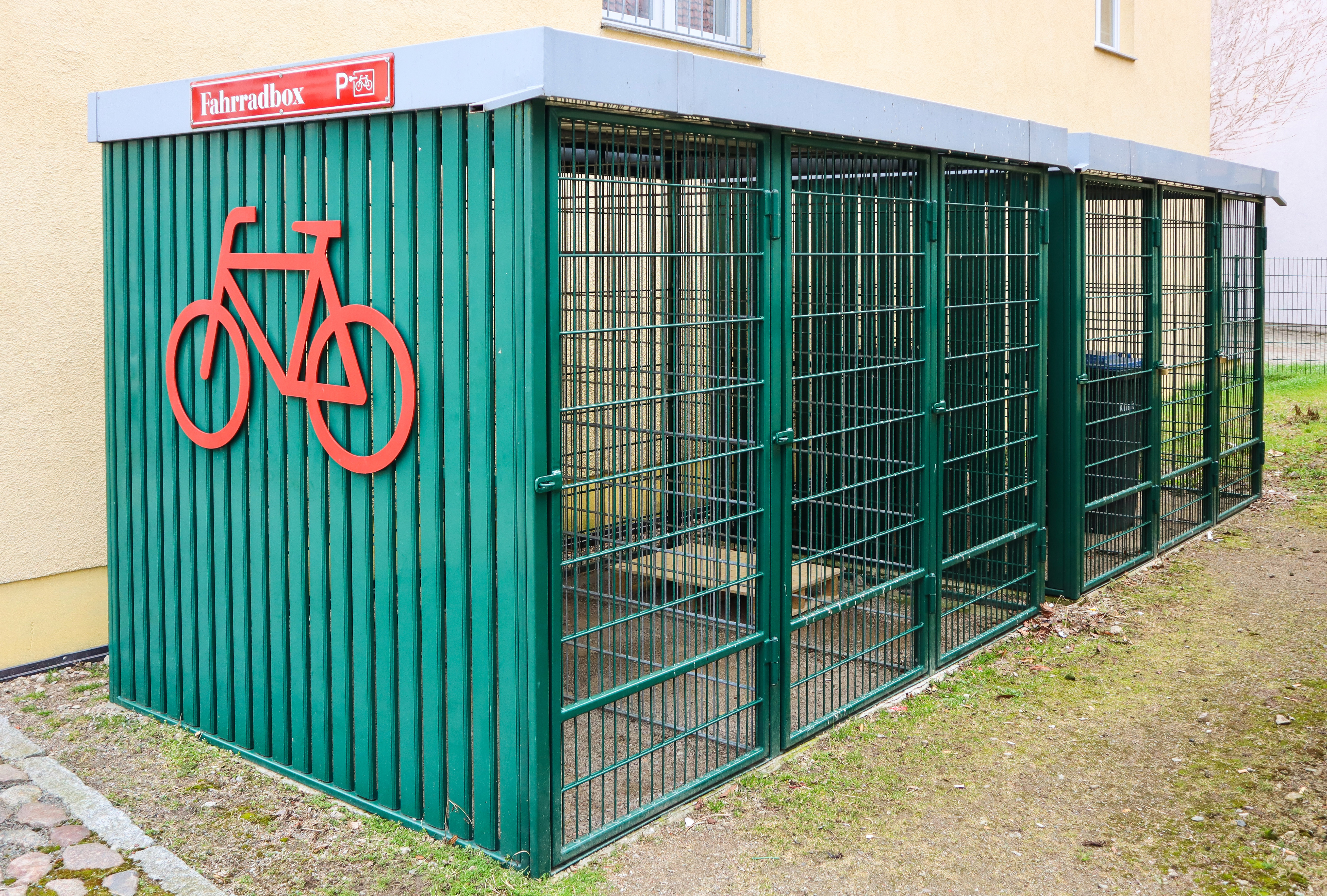
독일의 주거장

주거장(駐車場, 영어: bicycle parking lot) 또는 주륜장(駐輪場)은 자전거 이용자를 위한 공공시설로 자전거를 세워두는 곳이다. 자전거 보관소, 자전거 주차장이라고도 한다. 지하철 역 주변, 학교 안, 도로 구석,공공기관 등 다양한 곳에 설치되어 있다. 대한민국 내의 주거장 이용은 주로 무료이지만, 외국의 경우 유료주거장의 경우도 많다.

## 같이 보기
- 주차장
- 주기장(에어포트 에이프런)
- 모터사이클